# Chrysina plusiotina
Chrysina plusiotina är en skalbaggsart som beskrevs av Ohaus 1912. Chrysina plusiotina ingår i släktet Chrysina och familjen Rutelidae. Inga underarter finns listade i Catalogue of Life.